# Brasema hetricki
Brasema hetricki is een vliesvleugelig insect uit de familie Eupelmidae. De wetenschappelijke naam is voor het eerst geldig gepubliceerd in 1964 door Burks.